# Neustädter Kreis (Ansbach-Bayreuth)

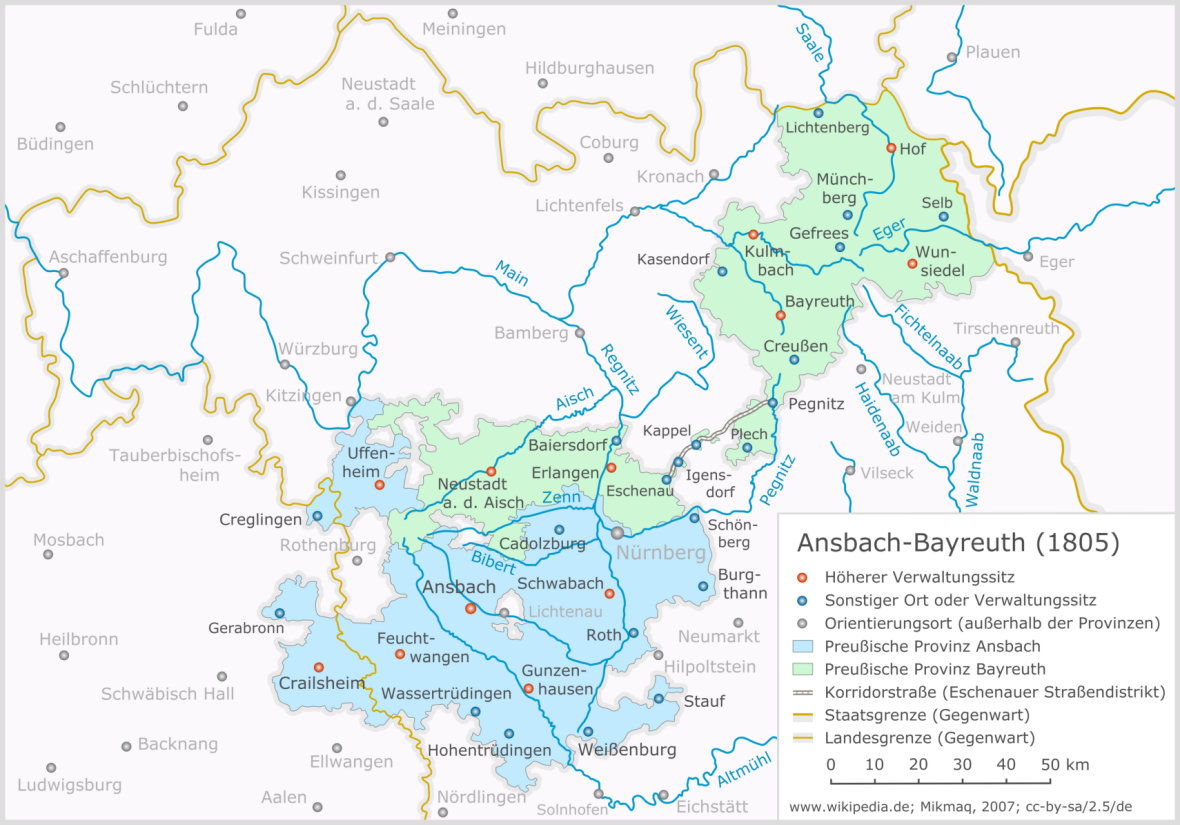
Ansbach-Bayreuth (nach territorialer Neuorganisation) im Jahr 1805

Der Neustädter Kreis war unter preußischer Verwaltung einer von sechs Landkreisen im Fürstentum Bayreuth mit Sitz in Neustadt an der Aisch.

## Geschichte
Der Neustädter Kreis bestand von 1797 bis 1806. Er wurde aus der Landeshauptmannschaft Neustadt an der Aisch und dem Oberamt Hoheneck gebildet, zuzüglich der Rittergüter Buchklingen, Burghausen, Herrnneuses, Illesheim, Neudorf, Neuenbürg, Rockenbach, Trautskirchen, Ullstadt und der Herrschaften Brunn, Sugenheim und Wilhermsdorf. Die Kreisbehörde hatte die Bezeichnung Kreisdirektorium. Justiz und Verwaltung wurden getrennt. An Unterbehörden gab es die Justizämter Dachsbach, Külsheim und Markt Erlbach (für Neuhof und Emskirchen) und die Kammerämter Emskirchen, Ipsheim, Neuhof und Neustadt. Die Stadt Neustadt unterstand der Kriegs- und Domainenkammer Bayreuth unmittelbar. 
1803 wurde das bambergische Centamt Herzogenaurach dem Neustädter Kreis einverleibt, das dann von dem neu geschaffenen Justiz- und Kammeramt Herzogenaurach verwaltet wurde. Am 2. November 1806 trat die französische Militärregierung im Fürstentum Bayreuth an die Stelle des besiegten Preußen. Am 14. März 1808 wurden diese Ämter an den Erlanger Kreis abgegeben. Gleichzeitig wurde der Iphöfer Kreis, gebildet aus den würzburgischen Ämtern Iphofen, Markt Bibart und dem bambergischen Amt Oberscheinfeld, in den Neustädter Kreis eingegliedert. Mit dem 1810 geschlossenen Pariser Vertrag wurde das Fürstentum Bayreuth – und damit auch der Neustädter Kreis – an das Königreich Bayern verkauft. Die preußischen Verwaltungsstrukturen wurden aufgehoben. An ihre Stelle traten die neu geschaffenen Landgerichte Cadolzburg, Nürnberg, Schwabach und das Herrschaftsgericht Wilhermsdorf, die sowohl für die Verwaltung als auch Justiz zuständig waren.

## Orte des Neustädter Kreises

### Justizamt Markt Erlbach und Kammeramt Emskirchen
Der Bezirk des Justizamtes Markt Erlbach und Kammeramtes Emskirchen war weitestgehend deckungsgleich mit dem ehemaligen Fraischvogteiamt Emskirchen-Hagenbüchach. 1801 waren 62 Orte inbegriffen:
- Borbath
- Brandhof
- Breckersdorf
- Brunn
- Buch
- Buchklingen
- Buschendorf
- Dörflas
- Dondörflein
- Dürrnbuch
- Ebersbach
- Eckenberg
- Eckenmühle
- Elgersdorf
- Emskirchen
- Erlachskirchen und Mühle
- Eselsmühle
- Falkendorf
- Finkenmühle
- Flugshof
- Glashütten
- Grieshof
- Gunzendorf
- Hagenbüchach
- Hagenmühle
- Hammerbach
- Höfen
- Hohholz
- Holzmühle
- Kaltenneuses
- Kirchfembach
- Kozenaurach
- Leitsmühle
- Lenkerhof
- Lenzenmühle
- Mausdorf
- Münchaurach
- Nankenhof
- Neidhardswinden
- Neundorf
- Oberalbach
- Oberfembach
- Oberniederndorf
- Oberreichenbach
- Pirkach
- Planckstadt
- Prackenhof
- Rüdelhof
- Schauerberg und Mühle
- Schneemühle
- Stadelhof
- Stadeln
- Steinbach
- Tanzenhaid
- Trabelshof
- Trübenbronn
- Unteralbach
- Unterreichenbach
- Wilhelmsdorf
- Wolkenbach
- Ziegelhof
- Zweifelheim

### Justizamt Külsheim und Kammeramt Ipsheim
Der Bezirk des Justizamtes Külsheim und Kammeramtes Ipsheim war weitestgehend deckungsgleich mit dem ehemaligen Oberamt Hoheneck. 1801 waren 66 Orte inbegriffen:
- Aichelberg
- Aischmühle
- Altheim und Mühle
- Bauernfeindsmühle
- Bergel
- Bergtshofen
- Beroldsheim
- Birkach
- Bühlberg
- Burgbernheim
- Deutenheim und zwei Mühlen
- Dottenheim
- Duzenthal
- Eichmühle
- Erlmühle
- Erkenbrechtshofen
- Ezelheim und zwei Mühlen
- Fischhaus zu Windsheim
- Gackenmühle
- Gallmersgarten
- Gerlesmühle
- Haussen
- Haussenhof
- Hilpertshof
- Hohbach
- Hoheneck
- Holzhaussen
- Hornau und Mühle
- Hürfeld
- Humprechtsau
- Illesheim und zwei Mühlen
- Ipsheim mit Mühle
- Kaubenheim
- Kleine Windsheimer Mühle
- Külsheim mit Mühle
- Lenkersheim und Mühle
- Mailheim
- Mäusberg
- Menheim bei Kaubenheim
- Mittelmühle zu Windsheim
- Neudorfer Mühle
- Neumühle zu Windsheim
- Oberdachsbach
- Obermühle zu Windsheim
- Oberndorf und Mühle
- Obernesselbach
- Oberntief
- Ottenhofen und Mühle
- Pöhnleinsmühle
- Preuntsfelden
- Rehehof
- Rüdern
- Rüdisbronn und Mühle
- Schaafhaus zu Windsheim
- Schwebheim
- Seemühle
- Sontheim
- Sugenheim mit zwei Mühlen
- Unterdachsbach
- Unterntief
- Urfersheim
- Walkmühle zu Windsheim
- Weimersheim
- Westheim
- Wildbaad bei Burgbernheim
- Ziegelhütte zu Windsheim

### Justizamt Markt Erlbach und Kammeramt Neuhof
Der Bezirk des Justizamtes Markt Erlbach und Kammeramtes Neuhof war weitestgehend deckungsgleich mit dem ehemaligen Oberamt Neuhof. 1801 waren 63 Orte inbegriffen:
- Adelsdorf mit Mühle
- Aichenmühl bei Neuhof
- Altkatterbach
- Altselingsbach
- Altziegenruck
- Andorf und Mühle
- Bilsenmühle
- Blümleinsmühle
- Buchen
- Dietenhofen
- Dietenholz, alt und neu
- Dietrichshof
- Dippoltsberg
- Ebersdorf
- Erlbach
- Eschenbach
- Forachsmühle
- Haaghof
- Hagenhofen und Mühle
- Haidt
- Hammerschmiede bei Neuhof
- Heringsmühle bei Eschenbach
- Herpersdorf mit Mühle
- Hohenroth
- Jobstgreut
- Kappersberg
- Kematen
- Klausaurach
- Knockenhof
- Körners- oder Strausmühle
- Kreben
- Lendersdorf
- Leonrod
- Linden
- Meiersberg
- Mettelaurach und Mühle
- Moosmühle bei Dietenhofen
- Morbach und Mühle
- Neudietenholz
- Neudorf
- Neuhof und Mühle
- Neukatterbach
- Neuseelingsbach und Mühle
- Neuses
- Neuziegenruck
- Oberfeldbrecht
- Oberndorf
- Oberschlauersbach
- Oberulsenbach
- Röschenmühle
- Rothenhof oder Wintersbach
- Seubersdorf
- Siedelbach
- Stockach und Mühle
- Stolzmühle bei Ebersdorf
- Straußmühle
- Trautskirchen
- Unterfeldbrecht
- Unterulsenbach
- Vockenrodt
- Walburgswind bei Dietenhofen
- Wilhelmskreuth
- Wolfmühle

### Justizamt Dachsbach und Kammeramt Neustadt
Der Bezirk des Justizamtes Dachsbach und Kammeramtes Neustadt umfasste die ehemaligen Ämter Neustadt und Dachsbach. 1801 waren 114 Orte inbegriffen:
- Abtsgreuth
- Agelmühle
- Aichen oder Plaz
- Altenbuch bei Gerhardshofen
- Altershausen mit Mühle
- Arnshöchstädt
- Baudenbach mit Mühle
- Bärbach
- Bergtheim mit Mühle
- Birkenfeld
- Birnbaum mit Mühle
- Bottenbach
- Bocksbrunn
- Buchhof
- Dachsbach mit Mühle
- Demantsfürth
- Dettendorf
- Diebach
- Diesbeck
- Dietersheim mit Mühle
- Eckenhof
- Eggensees
- Ehe
- Emelsdorf
- Eselsmühle
- Forst mit Mühle
- Frankenfeld mit Mühle
- Gerhardshofen
- Göttelbrunn
- Göttelhof
- Gottesgab
- Guttenstetten
- Haag
- Haasenlohe und Mühl
- Hambühl
- Hanbach
- Höfen
- Hohenwirzberg
- Hohenmühle
- Hohholz
- Kairlindach
- Kästel
- Kleehof oder Klebheim
- Klein-Erlbach
- Klein-Steinach
- Kleinweissendorf
- Klobenmühle
- Kohlenmühle
- Lamprechtsmühle
- Langenfeld
- Lerchenhöchstädt
- Linden
- Loßaurach und Mühle
- Mailach und Mühle
- Mechelwind
- Mittelsteinach
- Mosbach
- Münchsteinach und Mühle
- Neubürg (z. T.)
- Neue Mühle
- Neuebersbach
- Neuses, insgemein Herrnneuses
- Oberlindach
- Obermühle
- Oberroßbach
- Obersachsen und Mühle
- Oberschweinach
- Obersteinbach mit Mühle
- Oberstrahlbach
- Pahres und Mühle
- Poppenhöchstädt
- Pirkachshof
- Pulvermühle
- Rappoldshofen und Mühle
- Rauschenberg
- Reinhardshofen
- Rennhofen
- Rezleinsdorf
- Riedfeld
- Rimbach
- Rösleinsdorf
- Rohensaas
- Rohrmühle
- Rokkenbach
- Roßbach
- Sauerheim
- Schauerheim
- Schellert
- Schmiedelberg
- Schornweisach
- Sensenhammer
- Sichartshof
- Sittmannsbuch (z. T.)
- Stockach und Mühle
- Stübach
- Traishöchstätt
- Uhlfeld
- Uhlstadt
- Undungsmühle
- Unternesselbach und Mühle
- Unterrosbach
- Untersachsen
- Unterschweinach
- Unterstrahlbach und Mühle
- Voggendorf
- Waasenmühle
- Wahlenmühle
- Waidendorf
- Weiherhof
- Weihermühle
- Wiesenmühle
- Willmersbach
- Wulkersdorf
- Ziegenhof